# The Code (Monsta X)
The Code è il quinto EP del gruppo musicale sudcoreano Monsta X, pubblicato nel 2017.

## Tracce
1. Dramarama – 3:06
2. Now or Never – 3:11
3. In Time – 3:08
4. From Zero – 3:26
5. X – 3:46
6. Tropical Night (열대야) – 3:44
7. Deja Vu – 3:36

## Premi
- Golden Disc Awards
  - 2018: "Disc Bonsang"